# West Sussex
West Sussex este un comitat ceremonial al Angliei.

## Orașe
- Arundel
- Bognor Regis
- Burgess Hill
- Chichester
- Crawley
- East Grinstead
- Haywards Heath
- Horsham
- Littlehampton
- Midhurst
- Petworth
- Selsey
- Shoreham-by-Sea
- Worthing